# 祥子内親王
祥子内親王（しょうしないしんのう/さちこないしんのう）は、鎌倉時代後期から室町時代初期（南北朝時代）にかけての皇族・歌人。後醍醐天皇皇女、母は阿野廉子（新待賢門院）。後村上天皇の同母姉妹で、おそらく姉。伊勢神宮斎宮。日本史上最後の斎宮である。
勅撰歌人であり、『新千載和歌集』に1首が入集した他、准勅撰和歌集『新葉和歌集』に16首が入集。

## 略伝
鎌倉時代末期、後醍醐天皇と側室の阿野廉子の皇女として生まれる。その生年について、日本文学研究者の安西奈保子は、正和5年（1316年）から元応元年（1319年）ごろと推測する。なぜなら、『新葉和歌集』神祇によれば、斎宮野宮時代（元弘3年（1333年） - 建武3年（1336年））に百首歌を伊勢神宮に奉納しており、それだけの和歌の力量があるならば、元弘3年（1333年）時点で数え15歳には達していたと考えるのが自然だからである。その一方で、日本文学研究者の所京子は、元亨2年（1322年）前後とする。廉子が主君である西園寺禧子に従って中宮内侍として入ったのが文保2年（1318年）から元応元年（1319年）ごろであり、同母弟である恒良親王の誕生年も考えると、この辺りが妥当ではないか、とする。
元弘3年11月（1333年12月）、父後醍醐天皇の斎宮に卜定。前述した通り、このころ、夢でお告げがあったとされ、伊勢神宮に百首歌を奉納した（『新葉和歌集』神祇）。
しかし、延元元年/建武3年（同じく1336年）、建武の乱により建武の新政が崩壊し、伊勢に群行することなく野宮を退下し、史上最後の斎宮となった。ここに大来皇女より約660年（一説には豊鍬入姫命より約1,400年）続いた斎宮は終わりを告げた。
父帝が吉野行宮で南朝を開いた後も、吉野には同行しなかったと見られる（『新葉和歌集』春上および雑上）。
正平7年/文和元年（1352年）2月10日余りに吉野に赴き、後醍醐天皇の塔尾陵に参拝した。
時期不明だが、あるとき落飾して、保安寺という寺に住んだ（『新葉和歌集』釈教）。『続史愚抄』では、異母姉で先代斎宮の懽子内親王も保安寺に住んだと言われているので、晩年は斎宮姉妹で寄り添って暮らしたとも考えられるが、『続史愚抄』自体は近世の資料なので確実なところは不明。また、保安寺という寺も、当時、京都のものと河内国（大阪府）のものがあったというので、そこもはっきりとしない。北朝の光明上皇は、正平10年/文和4年（1355年）ごろに保安寺を訪れたというが（『本朝皇胤紹運録』）
、姉妹と関係するものだった可能性はある。
生地没年等、詳細な情報は不明である。『新葉和歌集』雑上「程もなき（略）」は弟の後村上崩御を悼んだ歌の可能性もあり、そうであれば、正平23年/応安元年（1368年）3月11日までは生存したことになるが、それも確定的ではない。
歌を能く詠み、『新千載和歌集』に1首、『新葉和歌集』に16首、祥子内親王の詠歌が残っている。安西の評価によれば、忍恋を詠んだ恋歌3首は観念的すぎて面白みがなく、実際は恋愛経験は無かったのではないかという。しかしその一方で、他の歌については、最後の斎宮としての矜持を保ち、動乱という世の濁りをしっかりと見据える姿勢には、崇高さと清浄さが感じられるという。
    野宮より退下の後、雪を見て
忘れめや 神の斎垣の 榊葉に 木綿かけそへし 雪のあけぼの（大意：忘れることなどありましょうか。その昔、賀茂神社の斎院だった式子内親王が神社でのことを「忘れめや」と詠んだように、私もまた忘れることはないでしょう、神の斎垣の榊葉に白木綿をかけたあの日のことを――そして、その神々しい白木綿にも似て、汚れ一つなく真っ白なこの雪の曙のことを）—祥子内親王、『新葉和歌集』神祇・574